# Mike Rutherford
Michael John Cleote Crawford Rutherford (Guildford, 2 de outubro de 1950) é o baixista, guitarrista e compositor das bandas britânicas Genesis e Mike and the Mechanics. Ao lado do tecladista Tony Banks, ele foi o único integrante do Genesis que esteve em todas as formações do grupo. 
Inicialmente atuando como baixista e backing vocal do Genesis, Rutherford também realizou várias execuções de violão acústico e guitarra rítmica da banda - frequentemente na guitarra de doze cordas, ou em seus vários modelos "double neck". Suas colaborações com os guitarristas Anthony Phillips e Steve Hackett marcaram a fase inicial da banda (entre 1967 e 1977). Após a saída de Hackett do Genesis, em 1977, Rutherford assumiu o papel adicional de guitarrista principal nos álbuns de estúdio da banda (começando com And Then There Were Three em 1978). Rutherford foi um dos principais compositores do Genesis ao longo de sua carreira e escreveu as letras de alguns dos maiores sucessos internacionais da banda, como "Follow You Follow Me", "Turn It On Again", "Land of Confusion" e "Throwing It All Away".
Em 2010, ele entrou para o Rock and Roll Hall of Fame como membro do Genesis.

## História
A linha de baixo de Rutherford é conhecida por ser bem construída e com grande base técnica e de inovação, tendo se destacado no movimento do rock progressivo no qual o Genesis estava inserido. Rutherford também destacava-se na execução do violão de 12 cordas combinado com o uso de pedais de baixo para sustentar os graves da música. Após a saída de Hackett da banda, Rutherford assumiu seu lugar como guitarrista. Seu estilo, considerado não tão técnico quanto o de Hackett, era marcado pela harmonia e criatividade. Durante turnês, o músico alternava entre o baixo e a guitarra com o músico convidado Daryl Stuermer.
Durante o hiato do Genesis, Mike gravou dois álbuns solo, Smallcreep's Day e Acting Very Strange, além de liderar a banda Mike and the Mechanics.

## Discografia

### Álbuns solo
- Smallcreep's Day (1980)
- Acting Very Strange (1982)